# Manuel Mancebo Alonso
Manuel Mancebo Alonso (¿diócesis de Palencia?, ¿? - Zamora, 7 de diciembre de 1788) fue un compositor y maestro de capilla español.
Es posible que en realidad se trate de dos músicos, uno activo en Palencia y Madrid y un segundo activo en Zamora, tal como propone el musicólogo José López Calo, pero no es posible distinguirlos y tradicionalmente se ha considerado como una sola persona.

## Vida
En 1738 se documenta en la Catedral de Palencia un infante del coro llamado Manuel Mancebo, que ya debía tener una cierta edad, ya que solicitaba al cabildo permiso para ir a Madrid, a examinarse para una plaza de tiple. El cabildo le entregó 100 reales de ayuda de coste para el viaje y Mancebo debió conseguir la plaza en la iglesia de San Cayetano, ya que no se le vuele a mencionar en las actas. Es posible que el Narciso Mancebo, infante del coro, mencionado en las actas estuviese relacionado con Manuel, pero no se ha podido confirmar.
Es muy probable que este Manuel Mancebo fuese recibido como capellán de número el 20 de julio de 1752 en la Catedral de Zamora, procedente de Córdoba. Mancebo solo apare un par de veces más en las actas: una ayuda de costa en julio de 1752, una autorización para ordenarse en Palencia en enero de 1753 y una licencia para «ir a su país» a tomar aires en junio de 1757. Su nombre no se vuelve a mencionar, por lo que es de suponer que no regresó a Zamora.
En 1767 aparece un Manuel Mancebo en las oposiciones organizadas en la Catedral de Málaga para ocupar la vacante dejada por el fallecimiento de Juan Francés de Iribarren el 2 de septiembre. Solicitaron la plaza Antonio Cavallero, maestro de la Capilla Real de Granada; Juan Domingo Vidal, maestro de la Colegiata del Salvador de Sevilla; y Jaime Torrens, segundo organista de la Catedral de Córdoba. También se interesaron por el cargo Bernardo Miralles, maestro del Pilar; Pedro Durán, «maestro de capilla que fue de la Sociedad y del Colegio Imperial de Madrid, al presente en la Real de Nuestra Señora de la Almudena.» Entre los compositores que se interesaron por el cargo estaba Manuel Mancebo, que en ese momento se presenta como maestro del Colegio de Clérigos Menores del Espíritu Santo de Madrid. Tras muchas discusiones que llevaron un año, el cargo fue para Iribarren.
El 4 de noviembre de 1767 fallecía el maestro de capilla de Zamora, José Bonet, dejando vacante el cargo. No se consideró a Manuel Mancebo —al parecer, ya no estaba en la ciudad— para cubrir el cargo de forma interina o permanente, sino que se decidió realizar unas oposiciones. A estas oposiciones se presentó un Manuel Mancebo, «músico de la capilla del Espíritu Santo en la corte de Madrid». Mancebo ganaría las oposiciones el 29 de mayo de 1768. Dos días después de su nombramiento el cabildo reunió a todos los músicos y les recordó «el exacto cumplimiento de su obligación, tratando con el respeto debido al señor maestro de capilla electo y obedeciendo las órdenes que diese tocantes a su magisterio.» Un hecho inusual, ya que la obediencia al maestro de capilla se debía dar por supuesta y que podría dar a entender dificultades iniciales del maestro para adaptase a su nuevo cargo.
Dos años más tarde, el 20 de junio de 1769, solicitó que la ración se le hiciese colativa, para que pudiese ordenarse sacerdote. Y dos años más tarde, en julio de 1771 solicitaba licencia «para pasar a su país a ver a sus padres», a lo que el cabildo le concedió ochenta días.
Fallecería en Zamora en el cargo, el 7 de diciembre de 1788.

### ¿Dos personas o una?
Existen diversos indicios que dan a entender que se trata de dos músicos distintos del mismo nombre de Manuel Mancebo. Las dificultades del maestro para conseguir la obediencia de los músicos en 1767 y la solicitud de hacer la ración colativa para poder ordenarse en 1769 dan a entender de que este Mancebo era un hombre joven. También la solicitud para ver a sus padres es un indicio de juventud. La concesión de 80 días «para pasar a su país» también indica que el origen del maestro de Zamora no debía estar cerca.
De hecho, si se tratase de la misma persona, sería extraño que un maestros de unos cincuenta años se ordenase en 1769, sobre todo teniendo en cuenta que en 1752 ya fue a Palencia para ordenarse. Todos estos indicios, incluyendo el hecho de que en 1767, pocos meses antes de conseguir la plaza en Zamora, estuviese buscando el magisterio del Espíritu Santo de Madrid, un puesto menor, dan a entender de que se trata de dos maestros distintos.

## Obra
Se conservan numerosas composiciones de Mancebo en el archivo de la Catedral de Zamora, todas ellas de carácter religioso. Entre ellas se cuentan cuatro misas, numerosos salmos, cánticos, vísperas, lamentaciones de Semana Santa, además de varias otras en latín.